# Juan Luis Landa
Juan Luis Landa Hernández, n. Errenteria, de Guipúzkoa, 1965) es un ilustrador e historietista vasco.

## Biografía
JUAN LUIS LANDA (Errenteria 1965). Tras realizar los estudios de Química Metalúrgica, el año 1984 comenzó a trabajar como profesional en el mundo del cómic para la revista Ipurbeltz publicada por la editorial EREIN. Simultáneamente  formó parte del equipo de dibujantes de la primera película de animación rodada en euskera "Kalabaza tripontzia", bajo la dirección de Juanba Berasategi.
Transcurridos dos años dejó definitivamente la animación para dedicarse enteramente a la ilustración y la historieta.
En 1986 junto a un equipo de dibujantes comienza a trabajar en una extensa obra de título "GABAI, gure herriaren historia" escrita por Rafael castellano y editado por la desaparecida editorial LUR. Influido por la maestría del trazo de su compañero de equipo Josean Lopetegui, esta obra resultaría ser la mejor escuela de entrenamiento para su futura carrera profesional. 
En 1990 realizó un cómic de equipo junto al dibujante Josean Lopetegui, el guionista Rafa Castellano y el colorista Angel Espinosa  basado en la obra del Santo Ignacio de Loyola, editada también por LUR.
Después vendría otra obra de gran volumen titulada"Vascos con historia" (1996), una vez más escrita por Rafael castellano y dibujada junto a Josean Lopetegui. Curiosamente de esta obra quedaron sin editar la mitad de los 24 álbumes de que se conponía.
Por esa época, sobre el guion de Rafa Castellano, realiza para las contraportadas dominicales del periódico EGIN la serie de sátira política Euskal Flash, todo un referente hoy día de la política vasca de aquellos tiempos.
Cuando la alternativa de trabajo  ofrecida por LUR se cerró, animado por su gran amigo Angel Unzueta inició su carrera internacional  en la Bande desinée. Juanba Berasategui en la animación y Gregorio Muro (Harriet) en la bande desinée le enseñaron que es posible contar historias de los vascos a nivel internacional. Dos libros marcarían el futuro profesional de Juan Luis Landa:  "Los orígenes del Reino de Navarra" de Joaquín Arbeloa y el "Diccionario de mitologia vasca" de José Miguel de Barandiarán. Estas dos publicaciones influirían en adelante profundamente en su obra y encontró los ingredientes que deseaba. Así nació el universo de IRATI. El primer álbum de "El ciclo de IRATI" cuyos personajes principales son La lamia Irati, Eneko Arista quien está llamado a convertirse en el primer caudillo de los vascones. Publicado en Europa en varios idiomas, varios problemas con el editor de Francia hiceron que los siguientes números, esta vez escritos por Joxean Muñoz no siguieran el mismo camino, con la consiguiente cancelación de la serie.
Seducido por el atractivo de la dinastía pirenaica de los reyes de Navarra quiso iniciar una nueva serie de título "El Fuerte" cuyo protagonismo sería el formidable rey navarro Sancho el Fuerte. Pero para entonces el mundo del cómic atravesaba una profunda crisis. Publicado el primer volumen "El Fuerte" no tuvo continuación. 
Estando así las cosas Landa trabajó durante más de una década en su editorial de toda la vida EREIN donde realizó múltiples trabajos, entre los más destacados  los libros ilustrados sobre mitología vasca: Leyendas de Euskal Herria (Erein, 2002),Brujas (Erein, 2006), y los 10 primeros volúmenes de la serie de cuentos infantiles NUR escrita por Toti Martínez de Lezea. Una serie que ha recibido siempre el mayor reconocimiento del público infantil.
Por esas fechas Landa comienza un nuevo capítulo ilustrativo que le daría una fama particular. Para la evista "Euskal Herria" de la editorial SUA realiza una extensa serie de ilustraciones de carácter etnográfico e histórico. Gracias a eso y a su afición por la arqueólogia realiza numerosas ilustraciones de reconstrucción histórica para museos, y entidades gubernamentales y culturales
Landa dedica seis largos años en escribir e ilustrar, tal vez, su obra más significativa:"1512 in memoriam" (Erein, 2011), que narra la conquista del reino de Navarra por parte de Castilla. Acercándose la fecha del 500 aniversario de la invasión y sensibilizado por los terribles acontecimientos que sucedieron decidió dedicar este libro en recuerdo del viejo solar de los navarros.
Tras dos décadas de ausencia en el mercado europeo la pasión por el cómic  lleva a Landa a contactar con el guionista Raule. De la mano de la editorial Dargaud, Raule en el guion y Landa en el dibujo y color darán vida a la nueva serie Arthus Trivium:
Dos años más tarde, como autor completo, cumple otro de sus sueños al narrar en dos álbumes "Crónicas de Roncesvalles.", tomo I y II, el hecho histórico que llevó a los vascones a enfrentarse al poder de Carlomagno en la memorable Batalla de Roncesvalles y donde surgiría el mito de Roldán.
En estos momentos trabaja en un ambicioso proyecto centrado en la "guerra de los cien años" junto al prestigioso guionista belga Jean Dufaux.